# السهم المكسور (فلم 1950)
السهم المكسور (بالإنجليزية: Broken Arrow) هو فيلم تم إنتاجه في الولايات المتحدة وصدر في سنة 1950. من بطولة جيمس ستيوارت.

## الميزانية والإيرادات
حقق إيرادات تقدر بـ 3550000 دولار.

## وصلات خارجية
- مقالات تستعمل روابط فنية بلا صلة مع ويكي بيانات